# Mistrzostwa Nordyckie w Zapasach 2017
Mistrzostwa odbyły się w litewskim mieście Poniewież, 10 czerwca 2017 roku.

## Tabela medalowa
Gospodarz zawodów został zaznaczony kolorem.
| Poz. | Państwo   |    |    |    | Łącznie |
| ---- | --------- | -- | -- | -- | ------- |
| 1    | Litwa     | 7  | 2  | 9  | 18      |
| 2    | Finlandia | 4  | 9  | 5  | 18      |
| 3    | Szwecja   | 3  | 1  | 4  | 8       |
| 4    | Estonia   | 2  | 3  | 1  | 6       |
| 5    | Norwegia  | 1  | 2  | 3  | 6       |
| 6    | Dania     | 1  | 1  | 1  | 3       |
| 7    | Łotwa     | 1  | 0  | 1  | 2       |
|      | Łącznie   | 19 | 18 | 24 | 61      |

## Mężczyźni

### Styl klasyczny
| Konkurencja         | Złoto               | Srebro             | Brąz                                  |
| Kategoria do 59 kg  | Justas Petravičius  | Juuso Latvala      | Mattias Poutanen                      |
| Kategoria do 66 kg  | Rami Syrjä          | Edgaras Venckaitis | Aleksandrs Jurkjans Houssam Omar      |
| Kategoria do 71 kg  | Fredrik Bjerrehuus  | Toni Ojala         | Pål Eirik Gundersen Zakarias Tallroth |
| Kategoria do 75 kg  | Tero Halmesmäki     | Niko Erkkola       | Manfred Edsberg Rajbek Bisultanov     |
| Kategoria do 80 kg  | Alexandros Kessidis | Mark Madsen        | Jarno Ålander                         |
| Kategoria do 85 kg  | Zakarias Berg       | Emil Sandahl       | Julius Matuzevičius                   |
| Kategoria do 98 kg  | Vilius Laurinaitis  | Arvi Savolainen    | Romas Fridrikas                       |
| Kategoria do 130 kg | Mantas Knystautas   | Tuomas Lahti       | Oskar Marvik                          |

### Styl wolny
| Konkurencja         | Złoto                 | Srebro           | Brąz                              |
| Kategoria do 57 kg  | Fatos Durmishi        | Sten Orav        | Teemu Laurila Svajūnas Šakys      |
| Kategoria do 65 kg  | Tomas Baracevičius    | Marek Kuett      | Miska Suhonen Šarūnas Jurčys      |
| Kategoria do 74 kg  | Ivars Samušonoks      | Jere Kunnas      | Vili Sillanpää Nikita Gerasimovas |
| Kategoria do 86 kg  | Edgaras Voitechovskis | Henri Selenius   | Domantas Pauliuščenko             |
| Kategoria do 97 kg  | Sven Engstroem        | Lukas Krasauskas | Albin Frid                        |
| Kategoria do 125 kg | Ragnar Kaasik         | –                | –                                 |

## Kobiety

### Styl wolny
| Konkurencja        | Złoto              | Srebro         | Brąz                           |
| Kategoria do 53 kg | Jenna Sihtola      | Annimaria Aho  | Vaida Puidaite Silje Kippernes |
| Kategoria do 58 kg | Giedrė Blekaitytė  | Jenna Hautala  | Kornelija Zaicevaitė           |
| Kategoria do 63 kg | Grace Bullen       | Tora Berntsen  | Kadri Vilba                    |
| Kategoria do 69 kg | Danutė Domikaitytė | Anette Traks   | –                              |
| Kategoria do 75 kg | Epp Mäe            | Iselin Solheim | Greta Ceponyte                 |

Karalīna Tjapko z Łotwy w kategorii 48 kg, była jedyną zawodniczką zgłoszoną do zawodów w swojej kategorii i nie została uwzględniona w tabeli medalowej.